# Langestheistraße
De Langestheistraße (L67) is een 3,55 kilometer lange Landesstraße (lokale weg) in het district Landeck in de Oostenrijkse deelstaat Tirol. De weg is een zijweg van de Silvrettastraße (Paznauntalstraße) (B188) en zorgt voor een verbinding vanaf deze weg met Langesthei (1485 m.ü.A., gemeente Kappl). Het beheer van de straat valt onder de Straßenmeisterei Landeck/Zams.
In de deelstaatswet van 8 februari 2006 is het straatverloop van de Langestheistraße officieel beschreven als Kappl/Holdernach (B188 Paznauntalstraße) – Innerlangesthei/Kirche. De weg is in beide richtingen verboden toegang voor autobussen langer dan twaalf meter.